# Robert L. Folk
Robert Louis Folk, né le 30 septembre 1925 à Cleveland (Ohio) et décédé le 4 juin 2018 à Austin (Texas), est un pétrologue américain.

## Carrière académique
Robert Folk a effectué ses études à l'université d'État de Pennsylvanie (Penn State) à partir de 1943, il y obtient un PhD en 1952. Il passe également un an à l'université Columbia à New York. En 1952, après ses études, Folk rejoint l'université du Texas à Austin où il travaillera jusqu'à la fin de sa carrière académique en 1988.
À la fin de sa carrière académique il est nommé professeur émérite et est nommé chercheur senior au Bureau de géologie économique du Texas (Texas Bureau of Economic Geology) à Austin.
Il était fréquemment appelé « Luigi » par ses collègues et ses étudiants.

## Travaux et résultats
Robert Folk a écrit plus d'une centaines de publications scientifiques dans le domaine de la géologie, notamment sur la pétrologie des carbonates. Il a notamment rédigé un livre de référence intitulé Pétrologie des roches sédimentaires (Petrology of Sedimentary Rocks) en 1957, réédité plusieurs fois jusqu'en 1980.
En 1959, il établit une classification descriptive technique des roches carbonatées (calcaires), connue sous l'appellation de classification de Folk et dont certains éléments sont toujours utilisés.
C'est lui qui crée le terme « Allochem » (traduit en français par « Allochème ») pour décrire les grains reconnaissables dans des roches carbonatées.
Une de ses principales découvertes concerne la présence de formations qu'il identifie comme des bactéries naines (ou nanobactéries) dans du travertin situé aux sources chaudes de Viterbo en Italie. Désormais ces formations ne sont généralement plus considérées comme des êtres vivants.

## Distinctions
En 2000, la médaille Penrose est décernée à Robert Folk par la Société américaine de géologie.